# 赵屯镇 (北镇市)
赵屯镇，是中华人民共和国辽宁省锦州市北镇市下辖的一个乡镇级行政单位。

## 行政区划
赵屯镇下辖以下地区：
杨屯村、大吴屯村、索屯村、东沙河子村、钮屯村、贺屯村、金家村、孟家村、赵荒地村、赵屯村和营盘村。